# 家人
家人（けにん）とは、日本の歴史上、身分のある者の家臣・郎党（従者）などを指す用語。古代と中世では意味合いが異なっている。

## 古代の家人
律令における賤民の一つ。
律令法の身分制度により、人民は良・賤（せん）に二大別されたが、賤民の身分は更に、陵戸、官戸、家人（けにん）、公奴婢（ぬひ）、私奴婢の5階層（五色の賤）に区別されていた。
このうち家人は、貴族・豪族などに私有され、その財産として扱われた。
奴婢と異なり売買対象にはならなかったほか、戸を構える（家族を持つ）ことも出来たが、姓は無かった。口分田は良民の3分の1を班給されたが、私業を営むことも許され課税されなかった。

## 中世の家人
平安時代中期以降は、貴族に仕える家臣・従者等を家人と呼んでいる。
平安時代の諸大夫身分や侍身分の技能官人層は、摂関家などの上層貴族に名簿（みょうぶ）を捧げる等して主従関係を結び、主となった者に武芸や律令知識などの家業とする専門技能で奉仕し（奉公）、代わりに官職等の利益（御恩）を得た。
有名な例としては、藤原忠平に武芸をもって家人として仕えた平将門がある。つまり、朝廷においては官人の身分でありながら、同時に上層貴族の家臣となることで、官人としての地位向上を図ったのである。
この関係が、貴種である武家の棟梁にも適用され、源頼信に臣従した平忠常は頼信の家人とされている。
更に鎌倉幕府が成立すると、その首長たる鎌倉殿の家臣のことを、鎌倉殿への敬意を表す「御」をつけて御家人と呼ぶようになった。